# Махмудова Пашша
Пашша Махмудова (1918, тепер Гурленський район Хорезмської області, Узбекистан — 12 квітня 2006, Узбекистан) — радянська узбецька діячка, голова Хорезмського облвиконкому, заступник голови Президії Верховної ради Узбецької РСР. Депутат Верховної ради Узбецької РСР 1—2-го скликань. Депутат Верховної ради СРСР 1—2-го скликань.

## Життєпис
Народилася в родині наймита. З 1929 по 1931 рік наймитувала в господарстві заможного жителя міста Гурлен.
У 1931—1934 роках — колгоспниця, в 1934—1938 роках — ланкова колгоспу імені Леніна Гурленського району. Збирала високі врожаї бавовни.
У 1938—1940 роках — голова виконавчого комітету Гурленської районної ради Хорезмської області. 
Член ВКП(б) з 1939 року.
У 1940—1942 роках — голова виконавчого комітету Хорезмської обласної ради депутатів трудящих.
З 1942 по 1951 рік — заступник голови Президії Верховної ради Узбецької РСР.
28 лютого — 21 березня 1943 року — в.о. голови Президії Верховної ради Узбецької РСР (після смерті Юлдаша Ахунбабаєва).
Подальша доля невідома.
Померла 12 квітня 2006 року.

## Нагороди
- орден Леніна (21.01.1939)
- два ордени «Знак Пошани» (25.12.1944,)
- орден «Материнська слава»
- медалі